# HMAS Korowa
HMAS Korowa – trałowiec pomocniczy z okresu II wojny światowej należący do Royal Australian Navy (RAN).

## Historia
Trawler został zwodowany w 1919 w stoczni Cochrane & Sons Ltd w Selby jako SS „Edward McGuire”.  Przez kilka następnych lat statek kilkakrotnie zmieniał właściciela i nazwę, w 1937 noszący wówczas nazwę „St. Elmo” statek został zakupiony przez sydnejską firmę Red Funnel Trawlers, przemianowany na „Korowa”, i jeszcze w tym samym roku odbył podróż z Fleetwood do Sydney w Australii.  „Korowa” była największym trawlerem operującym z przedwojennego Sydney (jego pojemność brutto wynosiła 324 RT).
14 września 1939 „Korowa” została zarekwirowana za miesięczną opłatą 145 funtów i 16 szylingów przez RAN i przystosowana do roli trałowca (RAN zarekwirowała także dwa inne trawlery należące do Red Funnel Trawlers HMAS „Durraween” i HMAS „Goolgwai”), do służby wszedł 6 października.
Na początku wojny okręt stacjonował w Melbourne, ale większość wojny spędził w Fremantle w składzie 66 Grupy Trałowej (Minesweeping Group 66).  W czasie wojny zginął jeden marynarz pływający na okręcie, 5 maja 1940 palacz William H. Butterworth został zmyty za burtę i utonął.
Okręt został wycofany do rezerwy 6 września 1945 i zwrócony właścicielowi.  Służył jeszcze do 1956, kiedy został złomowany.

## Dowódcy HMAS „Korowa”
Dowódcy HMAS „Korowa” w czasie wojny:
- John Reynolds, DSC, RANR(S) - 6 października 1939 - lipiec 1941
- Herbert J. R. Jeands, RANR(S) - lipiec 1941 - wrzesień 1944
- Porucznik marynarki Charles A. Whyte, RANR(S) - wrzesień 1944 - 6 września 1945